# Woolpit
Woolpit je vesnice v anglickém hrabství Suffolk, ležící 13 km jihovýchodně od města Bury St Edmund. V roce 2007 měla 2030 obyvatel. Název se odvozuje od výrazu wolf pit - past na vlky. Tradičním zdrojem obživy bylo zemědělství a výroba cihel. Významnou památkou je kostel St Mary ze 14. století. Obec proslavily Zelené děti z Woolpitu.